# Баронас, Йозеф
Йозеф Барон (лит. Juozas Baronas) (1957) — христианский богослов и религиозный философ, писатель-публицист. Титулярный архиепископ. Один из основателей и суперинтендент-епископ Единой Евангелическо-лютеранской церкви России.

## Биография
Родился в селе Кринчинас Пасвальского района Литовской ССР в бедной крестьянской семье. Закончил Рижскую общеобразовательную вечернюю школу им. Яна Райниса. Работал транспортным рабочим в Трамвайно-троллейбусном управлении г. Риги. С 1975 г. регулярно участвовал в латинском церковном хоре под руководством известного органиста и композитора М. Целминскиса (латыш. Mamerts Celminskis, 1912—1993). Выпускник Вечернего отделения факультета Иностранных языков Латвийского Государственного Университета (1984 г.).
По предложению своего духовного отца — архиепископа Яна Матулиса (1911—1985), а также его преемника Эрика Местерса с 1986 учился в Теологическом семинаре при Евангелическо-лютеранской церкви Латвии. Служил референтом при Суперинтенденте немецких лютеранских общин в СССР Харальде Калныньше (1911—1997).

### Деятельность в Ленинграде-Петербурге
Из Риги в 1988 г. о. Йозеф был направлен в Ленинград, где служил и. о. пастора в немецком приходе. Община была восстановлена по инициативе уроженца Ленинграда А. А. Битнера (1936—2006), после гонений на веру ставшего первым её председателем. Службы совершались на немецком и латышском языках. о. Йозеф был рукоположён в пасторы Архиепископом Э. Местерсом 5 марта 1989 г. в Новой церкви св. Гертруды г. Риги.
Йозеф Баронас принимал участие в учреждении Представительства лютеранских приходов, а 15 января 1991 г. был избран и.о. Суперинтендента Представительства.
Параллельно выполнял обязанности пастора русского, латышского, эстонского, литовского, немецкого и других приходов, действующих при храме св. Екатерины в Ленинграде. Там с 80-х гг. находилась студия записи всесоюзной фирмы «Мелодия». Накануне Рождества в декабре 1990 года, после 50 лет перерыва, в храме св. Екатерины о. Йозефу при поддержке прихожан удалось совершить первую Литургию.
На основе приглашения Э. Местерсу стать Верховным духовным попечителем Представительства, а также — попечителем надэтнической Единой церкви — с ноября 1990 по декабрь 1993 гг. пастор Йозеф был и викарием своего наставника.
На Западной Пасхе 31 марта 1991 г. в храме св. Екатерины архиепископом Э. Местерсом о. Йозеф был рукоположён в Суперинтенденты-епископы. А 13 июля того же года на первом съезде-Синоде лютеран России были утверждены административные полномочия Единой Евангелическо-лютеранской церкви России — ЕЕЛЦР. На основе решения Съезда верующих церковь была зарегистрирована Минюстом 18 сентября 1991 г. — как первая церковь данного вероисповедания на территории РФ.
Для подготовки пасторов были организованы семинары-конференции, на которых принимал участие и доктор философских наук, профессор В. А. Карпунин (1948—2003). До 1996 г. в состав ЕЕЛЦР вошло около 30 приходов из разных городов РФ. Епископ Йозеф посещал верующих в Москве, Ульяновске, Самаре, Ростове-на-Дону, Первоуральске, Свердловске, Уфе, Оренбурге, Новосибирске, Калининграде, Зеленоградске и других городах европейской части России. В 1992-1994 гг. он же был вице-президентом Совета по вопросам религиозной свободы при Госдуме РФ.
В 1996 году часть проповедников и приходов ЕЕЛЦР перешла в состав ЕЛКРАС. Отец Йозеф Баронас из-за необходимости продолжить своё образование вынужден был временно оставить своё служение.

### Обучение в Риме и преподавание
В 1996 году Йозеф Барон получил приглашение совершенствоваться в философии и теологии в Ватикане при Папских Университетах лат. Gregoriana и лат. Angelicum в Риме, а также — стать слушателем в лат. Pontificium Institutum Orientale по предметам литургики и догматики. Учёба стала возможной и благодаря поддержке прелата Его Святейшества Ремиджио Музаранье — Rev. Mons. Remigio Musaragno, 1926—2009.
27 января 2000 года при лат. Angelicum in urbe епископ Йозеф защитил диссертацию по теме лат. «Ecclesia Crucis s. apostoli Pauli — hermeneutica Unitatis. Perspectiva staurologica». По решению Учёного совета монсеньору была присвоена степень Доктора Святой Теологии града Рима. Он же, в 2005-2006 гг. был приглашенным гостем на лекциях по христианской философии при Папском Университете лат. Laterano, а также — слушателем лекций по сравнительному богословию в Pontificium Institutum Orientale.
С 2003 г. — приглашённый профессор при Санкт-Петербургской Евангелической Богословской Академии (СПЕБА), а с мая 2012 г. — и. о. Академического декана той же Академии (ректор д-р С. И. Николаев). Основные дисциплины: предметы по теологии Нового Завета, сравнительному богословию и экуменическому диалогу.
Монс. Барон является автором радиолекций и монографий по теологии св. апостола Павла, а также книг о theologia и philosophia Crucis, экуменическом диалоге, проблемам современного протестантизма и лютеранства. Член Союза писателей «Многонацианальный Санкт-Петербург».
С 2009 г. — титулярный Архиепископ. В качестве Апостольского визитатора регулярно посещает некоторые христианские общины. Своё служение и преподавание Монс. Барон понимает и как духовное завещание о. Эрика Местерса (1926—2009), ветерана Великой Отечественной. Особое внимание он уделяет общению с верующими всех конфессий, начиная с русского Православия.

## Позиция
Будущее лютеранства Йозеф Барон видит не в узко-национальных обычаях русских, немцев и финнов, не в материальных интересах и связях с Западом, не в феминизме и демократизме, в смешивании политологии с церковностью, а в серьёзном изучении основ Нового Завета и западной христианской традиции — католичества, в его сравнении с православием и протестантизмом.
Без этого, имея в виду и определения II Ватиканского собора, лютеранство уже не сможет найти своей идентичности. Тем более что духовная инициатива лат. Ecclesiae semper reformandae в условиях современности от лютеранства уже давно перешла к евангельским христианам в самом широком смысле этого слова.
Вообще, речь в Новом Завете, к которому можно отнести и принцип sola Scriptura, идёт не о «конфессиях», а об идентичности просто христианской. — См. Деяния 11:26 и 1 Петра 4:14-16. Именно из-за этого, «говоря об образе жизни, о христианской этике и морали, нельзя никак обойти и экуменического аспекта вопроса. Кажется, этот вопрос сегодня становится важнее всех в течение веков сложившихся расхождений догматического порядка. Вполне возможно, часть разделённых церквей в довольно близкое время объединится не на основе согласованного догматического учения, а на основе общей христианской морали, которая им оставлена в Евангелиях и в посланиях Апостола Павла. […]
Речь идет о „стратегическом альянсе“ в защиту института семьи, а также о союзе между церквями против таких явлений, как однополые браки, женосвященство, эвтаназия и пр. В таких вопросах общей нравственности традиционное Христианство не должно идти на компромисс с секулярным миром. Не будет неправильным предполагать, что оппозицию к обмирщению мы и должны рассматривать как едва ли не единственно реальную основу для христианского взаимопонимания, примирения и объединения — вопреки расхождениям внешнего или второстепенного порядка. Христианская идентичность в миру по своей сути и природе, а не наша „конфессиональная принадлежность“, выступает на первый план».

## Книги и сочинения
- Барон Й. Крест и христианство. Теология Креста для человека, Церкви и её единства / Й. Барон — СПб.: Алетейя, 2007. — 344 с. ISBN 978-5-91419-900-2
- Барон Й. Крест и диалог. Теология Креста в свете христианского единства / Й. Барон — СПб.: Алетейя, 2010. — 520 с. ISBN 978-5-91419-370-3
- Барон Й. Российское лютеранство. История, теология, актуальность / Й. Барон — СПб.: Алетейя, 2011. — 456 с. ISBN  978-5-91419-413-7
- Барон Й. Теология св. Апостола Павла в свете Христианского Единства / Й. Барон — СПб.: Алетейя, 2013. — 632 с. ISBN 978-5-91419-900-2
- Барон Й. Христианство. Католичество. Реформация / Й. Барон — СПб.: Алетейя, 2017. — 490 с. ISBN 978-5-906910-77-6
- Барон Й. Православие и католичество. Богословско-исторические фрагменты / Й. Барон — СПб.: Алетейя, 2019. — 263 с. ISBN 978-5-907115-86-6
- Барон Й. Крест и философия. Смысл Христианства и проблема Единства / Й. Барон — СПб.: Алетейя, 2016. — 648 стр. ISBN 978-5-906823-32-8